# Franz Six
Prof. dr. Franz Alfred Six (Mannheim 12 augustus 1909 - Bolzano 9 juli 1975) was aanvankelijk decaan van de Faculteit Buitenlandse Studies van de Universiteit van Berlijn. Later nam hij ontslag en ging hij bij de SD, de inlichtingen- en veiligheidsdienst van de SS. Hij was een van de fanatiekste nazi's en antisemieten in Duitsland.
Six voltooide zijn gymnasium in 1930 en studeerde vervolgens aan de Universiteit van Heidelberg sociologie en politicologie. Hij promoveerde er in 1934 en behaalde in 1936 een nog hogere graad. In 1937 werd hij hoogleraar aan de Universiteit van Köningsberg. In 1940 werd hij decaan van de Faculteit voor Buitenlandse Studies in Berlijn.
Dr. Six werd lid van de Nationaalsocialistische Duitse Arbeiderspartij in 1930, en van de SA in 1932. In 1935 werd hij lid van de SD. Zijn academische prestaties en imposante curriculum waren reden voor Reinhard Heydrich om hem aan te stellen als hoofd van Amt VII van het RSHA, dat zich voornamelijk bezighield met ideologische oorlogsvoering.
In Neurenberg werd Six na de oorlog door het tribunaal veroordeeld tot 20 jaar gevangenis. Deze relatief lage straf komt voort uit het feit dat het tribunaal geen directe link kon leggen tussen Six en de misdaden die door de nazi's zijn gepleegd. Toch wordt het waarschijnlijk geacht dat Six betrokken is geweest bij moordpartijen door Einsatzgruppen in Rusland. De man werd reeds in 1952 vrijgelaten. Nadien bleef hij zich bewegen in kringen van onverbeterlijke oud-nazi's en maakte hij carrière in het bedrijfsleven.

## Carrière
Six bekleedde verschillende rangen in zowel de Allgemeine-SS als Waffen-SS. De volgende tabel laat zien dat de bevorderingen niet synchroon liepen.
| Datum             | Allgemeine-SS          | Waffen-SS                       |
| ----------------- | ---------------------- | ------------------------------- |
| 20 april 1935     | SS-Untersturmführer    | —                               |
| 9 november 1935   | SS-Obersturmführer     | —                               |
| 30 januari 1936   | SS-Hauptsturmführer    | —                               |
| 9 november 1936   | SS-Sturmbannführer     | —                               |
| 31 december 1937  | SS-Obersturmbannführer | —                               |
| 11 september 1938 | SS-Standartenführer    | —                               |
| 9 november 1941   | SS-Oberführer          | —                               |
| 4 juni 1940       | —                      | SS-Mann der Reserve             |
| 24 juli 1940      | —                      | SS-Sturmmann der Reserve        |
| 27 juli 1940      | —                      | SS-Rottenführer der Reserve     |
| 1 augustus 1940   | —                      | SS-Unterscharführer der Reserve |
| 16 december 1940  | —                      | SS-Oberscharführer der Reserve  |
| 20 april 1941     | —                      | SS-Untersturmführer der Reserve |
| 30 januari 1945   | SS-Brigadeführer       | Generalmajor in de Waffen-SS    |

## Lidmaatschapsnummers
- NSDAP-nr.: 245 670[2] (lid geworden 1 maart 1930[3])
- SS-nr.: 107 480[2] (lid geworden 20 april 1935[3])

## Decoraties
Selectie:
- Coburg-insigne[3]
- Bloedorde[3]
- Kruis voor Oorlogsverdienste, 1e Klasse (1942[1]) en 2e Klasse (1942[1]) met Zwaarden[3]
- Ehrendegen des Reichsführers-SS[3]
- SS-Ehrenring[3]
- Ereteken voor Duitse Volkshulp, 2e Klasse[1]

Categorie:Duits militair in de Tweede Wereldoorlog